# 双葉町立双葉北小学校
双葉町立双葉北小学校（ふたばちょうりつふたばきたしょうがっこう）は、福島県双葉郡双葉町にある町立小学校。2011年発生の東日本大震災および福島第一原発事故により、いわき市にて授業を行っている。

## 沿革

### 略歴
1873年設立の日新小学校、前田小学校および1879年設立の郡山小学校の3校が、双葉町立双葉北小学校の始まりである。1886年、3校は統合し新山小学校となり、1905年、長塚尋常小学校として分離した。1947年、長塚村立長塚小学校、1956年、双葉町立双葉北小学校に改称した。2011年の東日本大震災および福島第一原発事故により休校となったが、2014年、避難先のいわき市にて授業を再開した。

### 年表
- 1873年6月 - 日新小学校設立。前田小学校設立
- 1874年7月 - 日新小学校が長塚小学校に改称
- 1879年6月 - 郡山小学校が長塚小学校より分離設立
- 1886年
  - 5月31日 - 前田小学校・長塚小学校・郡山小学校が統合し、新山村大本町30番地に新山小学校設立
  - 12月 - 新山高等小学校に改称
- 1887年4月1日 - 新山高等尋常小学校に改称
- 1889年4月1日 - 町村制施行により新山村、長塚村誕生。新山村長塚村組合立新山高等小学校に改称
- 1891年4月1日 - 新山村長塚村組合立新山尋常高等小学校に改称
- 1905年
  - 3月31日 - 新山村と長塚村の組合解消
  - 4月1日 - 新山村長塚村組合立新山尋常高等小学校の尋常科を廃止し、新山村長塚村組合立新山高等小学校となる。当校敷地内に新山尋常小学校（現 双葉町立双葉南小学校）および長塚尋常小学校設立
- 1907年4月1日 - 長塚尋常小学校移転
- 1923年
  - 3月31日- 新山村長塚村組合立新山高等小学校廃校
  - 4月1日- 新山高等小学校廃校により、長塚尋常小学校に高等科設置。長塚尋常高等小学校に改称
- 1941年4月1日 - 国民学校令により長塚国民学校に改称
- 1947年4月1日 - 学校教育法施行により、長塚村立長塚小学校に改称
- 1951年4月1日 - 標葉町設立により、標葉町立長塚小学校に改称
- 1953年4月1日 - 寺沢分校開校
- 1956年4月1日 - 標葉町が双葉町に改称。それに伴い双葉町立双葉北小学校に改称
- 1965年3月 - 寺沢分校廃校
- 2011年3月11日 - 東日本大震災および福島第一原発事故により休校
- 2014年4月7日 - いわき市にて授業を再開する[4]

## 学校行事
| - 4月 始業式・入学式 - 5月 - 6月 | - 7月 終業式 - 8月 始業式 - 9月 | - 10月 - 11月 - 12月 終業式 | - 1月 始業式 - 2月 - 3月 終業式・卒業式 |

## 通学区域
- 双葉町
  - 寺松行政区、羽鳥行政区、長塚行政区、渋川行政区、鴻草行政区、中田行政区、下長塚行政区、両竹行政区、浜野行政区[5]

## 進学先中学校
- 双葉町立双葉中学校

## 交通
- JR東日本常磐線植田駅より2km

## 所在地
- 双葉町大字新山字東舘1番地[2]
- 福島県いわき市錦町御宝殿56番地[3]